# 오후의 음악여행
《오후의 음악여행》은 TBC Dream FM의 라디오 프로그램이다. 매주 토요일 오후 4시부터 6시까지, 일요일 오후 4시부터 5시까지 방영하며, 대구광역시 및 경상북도 전 지역을 청취 권역으로 한다.

## 코너 소개
1부
- 토요일 : 인디음악 - 잘 알려지지 않은 인디 음악 가운데, 중장년층의 공감을 살만한 아름답고 철학적인 노래들을 소개한다.
- 일요일 : 추억의 올드 팝 - 추억의 명 팝송을 한곡씩 들어본다.

2부
- 토요일 : 영화&드라마 음악 (김은경 리포터) - 드라마나 영화 한 편을 추억하고, 그 사운드 트랙을 들어본다.
- 일요일 : 노래를 읊다, 시즌 2 - 노래가 된 시, 시가 된 노래들을 매주 1명의 시인을 초대해 감상한다.

3부
- 토요일 : 음악, 여행을 떠나다 - 하나의 나라를 정해 그 나라에 대한 정보와 문화를 알아보고, 그 나라 출신 아티스트들의 음악을 들어본다.

4부
- 명곡의 재발견 - DJ 들이 추천하는 명곡을 한곡씩 감상한다. 아울러 허만성 DJ의 라이브도 들어본다.